# José Pereira
José Pereira (Torres Vedras, 1931. szeptember 15. –)  portugál válogatott labdarúgókapus.

## Pályafutása

### A válogatottban
1965 és 1966 között 11 alkalommal szerepelt a portugál válogatottban. Részt vett az 1966-os világbajnokságon.

## Sikerei, díjai
Portugália
- Világbajnoki bronzérmes (1): 1966